# Historia de Alaska

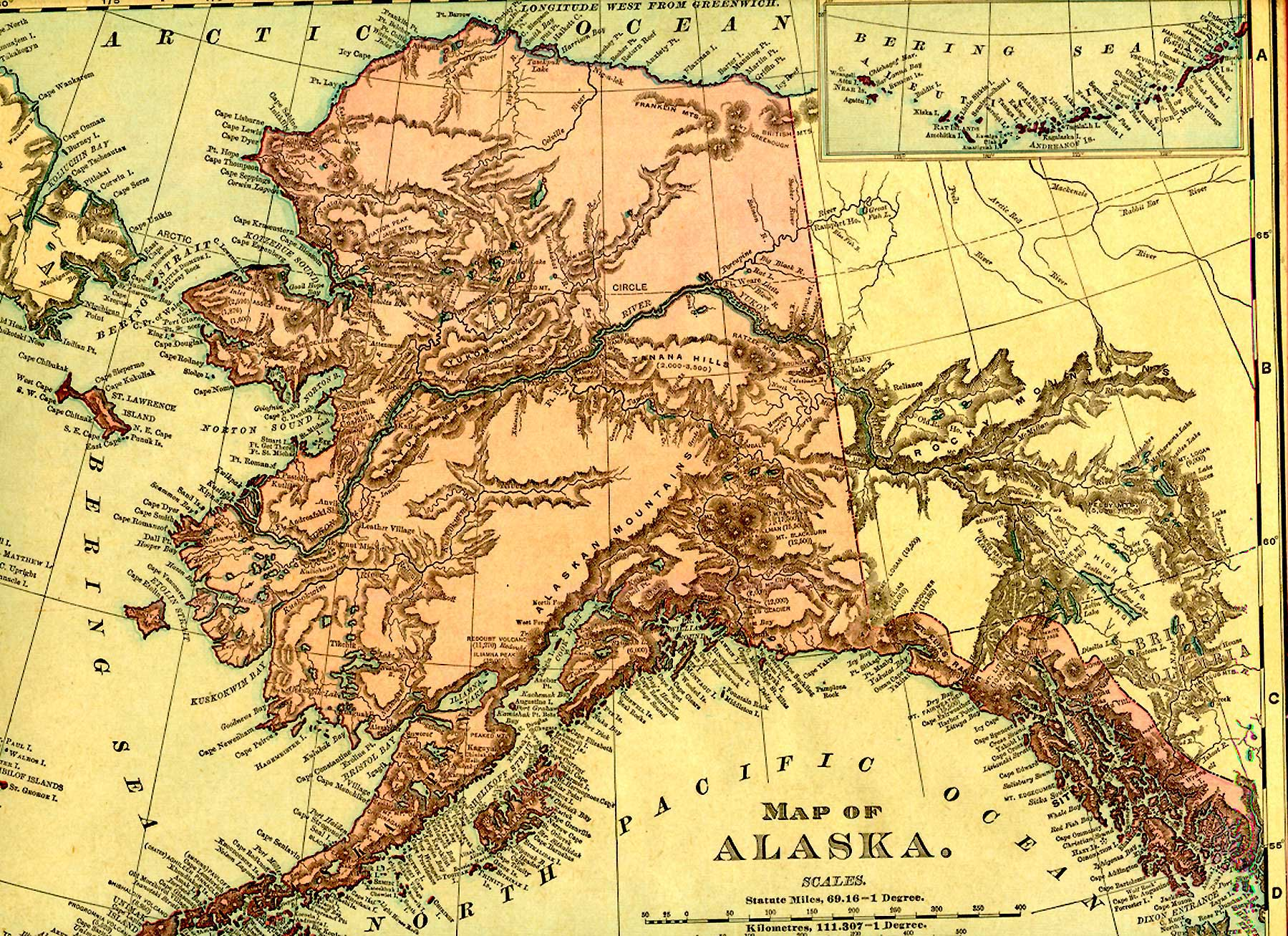
Alaska en 1895. La frontera del sureste de Alaska que se muestra es la que Estados Unidos reclamó antes de la conclusión de la disputa limítrofe de Alaska.

La historia de Alaska se remonta al Paleolítico Superior (14.000 a. C.), cuando grupos de cazadores y recolectores siberianos cruzaron el Puente de Beringia, una porción de tierra emergida durante la glaciación, desde la península de Chukotka hasta el oeste de la actual Alaska. 
En el momento del contacto con los europeos por exploradores rusos, el área estaba poblada por grupos indígenas entre los que se contaban pueblos aleutianos y atabascanos septentrionales. El nombre de "Alaska" proviene precisamente de una palabra aleutiana alaxsxaq, que significa literalmente "tierra firme" (literalmente, "el objeto hacia el cual la acción del mar es dirigida").
El Imperio español consideraba, por el Tratado de Tordesillas, que esas tierras formaban parte de sus dominios, pero no hubo intentos de asentamiento, si bien se realizaron expediciones que llegaron a Sitka Sound, que fue reclamada como posesión de la Corona española.
Los británicos también pretendieron incorporar Alaska a sus dominios, había puestos comerciales en Fort Yukon, Fort Durham y Fort Stikine, administrados por la Compañía de la Bahía de Hudson. Esta presencia llevó a la crisis de Nutca en 1789, resuelta en los años siguientes por las Convenciones de Nutca de 1790-1794. Actualmente, algunos topónimos como el Glaciar Malaspina y las ciudades de Valdez y Cordova, recuerdan la presencia hispana en la región.
En el siglo XVIII, exploradores rusos recorrieron las costas alasqueñas, seguidos por comerciantes de pieles de la misma nacionalidad. El contacto fue pacífico en algunos casos, pero en otros hubo conflictos; un gran número de nativos murieron, producto de enfermedades contra las cuales los indígenas no tenían inmunidad. 
A fines de siglo, los rusos establecieron el asentamiento de Nuevo Arcángel, actualmente Sitka. El territorio ruso de América, como es conocido, nunca llegó a desarrollarse dada la distancia de la metrópoli y, en 1867, los Estados Unidos adquirieron Alaska por medio de una operación comercial.
En la década de 1890, estalló la fiebre del oro en la región y el vecino territorio canadiense de Yukón la cual atrajo a miles de colonos a esos territorios escasamente habitados.
En 1942, dos islas Aleutianas exteriores—Attu y Kiska—fueron ocupadas por los japoneses y su recuperación por parte de los Estados Unidos las convirtieron en cuestión de orgullo nacional. La construcción de bases militares contribuyó al crecimiento de la población en algunas ciudades de Alaska.
Alaska obtuvo condición de Estado el 3 de enero de 1959.
En 1964, el gran "Terremoto del Viernes Santo" mató a 139 personas, y destruyó edificaciones de Anchorage y otras poblaciones.
En 1968, el descubrimiento de petróleo en Prudhoe Bay y la finalización en 1977 del oleoducto Trans-Alaska condujeron a un boom petrolero. En 1989, el Exxon Valdez golpeó un arrecife en Prince William Sound, derramando entre 11 y 400 mil billones de galones estadounidenses (42.000 y 130.000 m³) de petróleo crudo alrededor de 1.100 millas (1600 km) de costa. Hoy en día, la batalla entre las filosofías de desarrollo y conservación se ve en el polémico debate sobre la extracción de petróleo en el Refugio Nacional de vida salvaje en el Ártico.

## Prehistoria
La prehistoria de Alaska comienza con la gente del Paleolítico entrando en el noroeste de América del Norte a través del Puente de Beringia en el oeste de Alaska. Encontraron su paso bloqueado por una enorme capa de hielo hasta una recesión temporal en la glaciación de Wisconsin (la última glaciación) que abrió un corredor libre de hielo a través del noroeste de Canadá, permitiendo posiblemente a grupos desplegarse por el resto del continente. Con el tiempo, se convirtió en Alaska poblado por los Inuit y una variedad de grupos de nativos americanos. Hoy en día, los primeros habitantes de Alaska se dividen en varios grupos principales: los nativos americanos procedentes del sudeste costero (los Tlingit, Haida y Tsimshian), los Atabascas, los Aleutas y los dos grupos de esquimales, Inupiat y Yupik.

### Nativos Americanos costeros
Los nativos americanos costeros fueron probablemente la primera ola de inmigrantes que cruzaron el Puente de Beringia en el oeste de Alaska, aunque muchos de ellos se establecieron inicialmente en el interior de Canadá. Los Tlingit eran los más numerosos de estos grupos, poblando la mayor parte de la región costera del sureste de Alaska en el momento del contacto con los europeos. La parte sur de la Isla del Príncipe de Gales fue colonizada por los Haidas que emigraron de las islas de la Reina Carlota en Canadá. Los Tsimshian emigraron durante el período territorial de un pueblo cercano a Prince Rupert en la Columbia Británica. Los Tlingit fueron conocidos por viajar más de 1.000 millas (1600 km) al sur para comerciar con los pueblos indígenas en el noroeste del Pacífico. No había una moneda estándar para comerciar, sino esclavos, materiales de cobre nativos, y mantas hechas de corteza de tuya gigante, además de perros y pieles de cabras que tenían un gran valor.
Los nativos americanos costeros creían que los animales se entregaban voluntariamente a los humanos, y se esforzaron en honrar los sacrificios de los animales. También creían que los restos mortales de un salmón consumido debían ser devueltos al río en el que había sido capturado para permitir la reencarnación, de lo contrario, los peces podrían reencarnarse con deformidades y se negaban a regresar a ese río. Las sociedades nativas costeras contaron con un complejo sistema de propiedad basado en una mezcla de propiedad privada y de grupo. Cada familia tenía herramientas, objetos y alimentos que habían producido para sí mismos, mientras que el grupo poseía nombres, terrenos, tierras, edificios y todo lo demás.
En la organización social de los Tlingit y Haida, el estatus y el prestigio eran obtenidos mediante la riqueza. Para mantener su posición social, un hombre de alto rango demostraba sus riquezas mediante la celebración de una ceremonia llamada Potlatch en la que él regalaba, destruía o invitaba a sus huéspedes a consumir toda la comida y posesiones. Esto se denominaba "pagar" a los invitados que habían realizado rituales o habían dado apoyo en el pasado. Los que recibían bienes en el Potlatch debían generalmente corresponder invitando a los anfitriones a su propia Potlatch en una fecha posterior; tales invitaciones confirmaban sus niveles de prestigio y estatus. Otras características importantes del Potlatch era el recitado de genealogías y líneas de sangre, las transferencias de títulos y posesiones, y ofrendas a los antepasados.
El clima templado y la abundancia de recursos en la región del sureste de Alaska permitieron tiempo de ocio para los nativos costeros, los cuales se dedicaron a viajar, pasatiempos sociales, y comerciar. Disfrutaron de artes complejos, música y narraciones de cuentos, y sus tradiciones mantuvieron una cuenta exacta de la genealogía y las historias del clan. Las pinturas desarrolladas por las tribus costeras representaban animales y criaturas míticas en colores llamativos, el rojo y el negro. Ellos decoraron sus productos artesanos, los utensilios domésticos, ropas, máscaras, canoas, y objetos rituales con firmas de los propietarios. Los célebres tótems fueron tallados con grandes gastos para ilustrar mitos, honrar a los difuntos o para entender la enorme riqueza de los propietarios.

### Nativos Americanos Atabascas
Los Atabascas del interior de Alaska eran cazadores y pescadores de aguas interiores. La mayoría vivía en pequeños grupos nómadas a lo largo de los numerosos ríos de la región. La resistencia y la fuerza física eran muy apreciados, y los juegos a menudo era correr a pata coja. Los Atabascas cosechaban salmón y cazaban conejos, caribúes y osos con ayuda de lazos, palos, lanzas y arcos. Los períodos de hambruna eran comunes. Debido a que eran seminómadas y cazaban a pie, el calzado era muy importante, por lo que diseñaron ligeras y flexibles raquetas de nieve hechas de abedul y cuero. Los Atabascas utilizaban la corteza del abedul de los bosques interiores para hacer canoas, envases, trineos y cunas. Los tejidos estaban hechos con pieles de animales, decorada con púas de puerco espín de color con tintes naturales. Algunos grupos Atabascas habitaban aldeas permanentes en invierno y zonas de pesca en verano. La mayoría de los grupos consistían en unos pocos núcleos familiares y tenían una limitada organización interna. El liderazgo era adquirido por guerreros o cazadores. Los Atabascas también celebraban Potlatches para marcar una muerte o celebrar el primer éxito de un niño en la caza, como un preludio al matrimonio. Los que aspiraban al liderazgo esperaban del anfitrión Potlatches memorables, en la que el líder aspirante regalaría todos sus bienes después de probar su destreza mediante el establecimiento de sí mismo y su familia durante un año entero sin ayuda externa.

### Aleutas
Los Aleutas se establecieron en las islas del archipiélago de las islas Aleutianas hace aproximadamente 10 000 años. Aunque su ubicación les permitía un fácil acceso a la pesca, también tuvieron que lidiar con un clima impredecible y violento, con terremotos y volcanes. La tecnología pesquera de los Aleutas incluía arpones, presas, redes y anzuelos. Varios dardos, redes y arpones fueron utilizados para cazar leones marinos y nutrias. Las ballenas fueron cazadas por lo general con lanzas de piedra envenenadas. El trabajo de las mujeres y los niños era recoger marisco en las playas durante la marea baja, bayas y otras plantas en las colinas. Las mujeres Aleutas son todavía famosas por sus técnicas de cestería y de costura, capaces de convertir hierbas en cestas herméticas y coser tripas de focas para crear impermeables perfectos adecuados para el abierto océano.
La sociedad de los Aleutas estaba dividida en tres categorías: Honorables, que comprendían a los balleneros y ancianos respetados, la gente común y los esclavos. Al morir, el cuerpo de un honorable era momificado, y los esclavos eran normalmente asesinados en honor de los difuntos.
Los kayaks de piel para una o dos personas que utilizaban los Aleutas eran llamados "baidar" o "bidarkas" por los rusos. Estos fueron el modelo para los kayaks de fibra de vidrio modernos que se usan hoy en día, y son las embarcaciones de alta mar más pequeñas hechas por el hombre, capaces de hacer viajes largos en algunos de los mares más peligrosos. Las baidarkas de tres personas se desarrollaron a instancias de los rusos, que querían viajar como pasajeros en el centro; estos baidar "de tres agujeros" fueron luego adaptados para su uso en las islas Aleutianas para viajes de larga distancia y el comercio.

### Esquimales

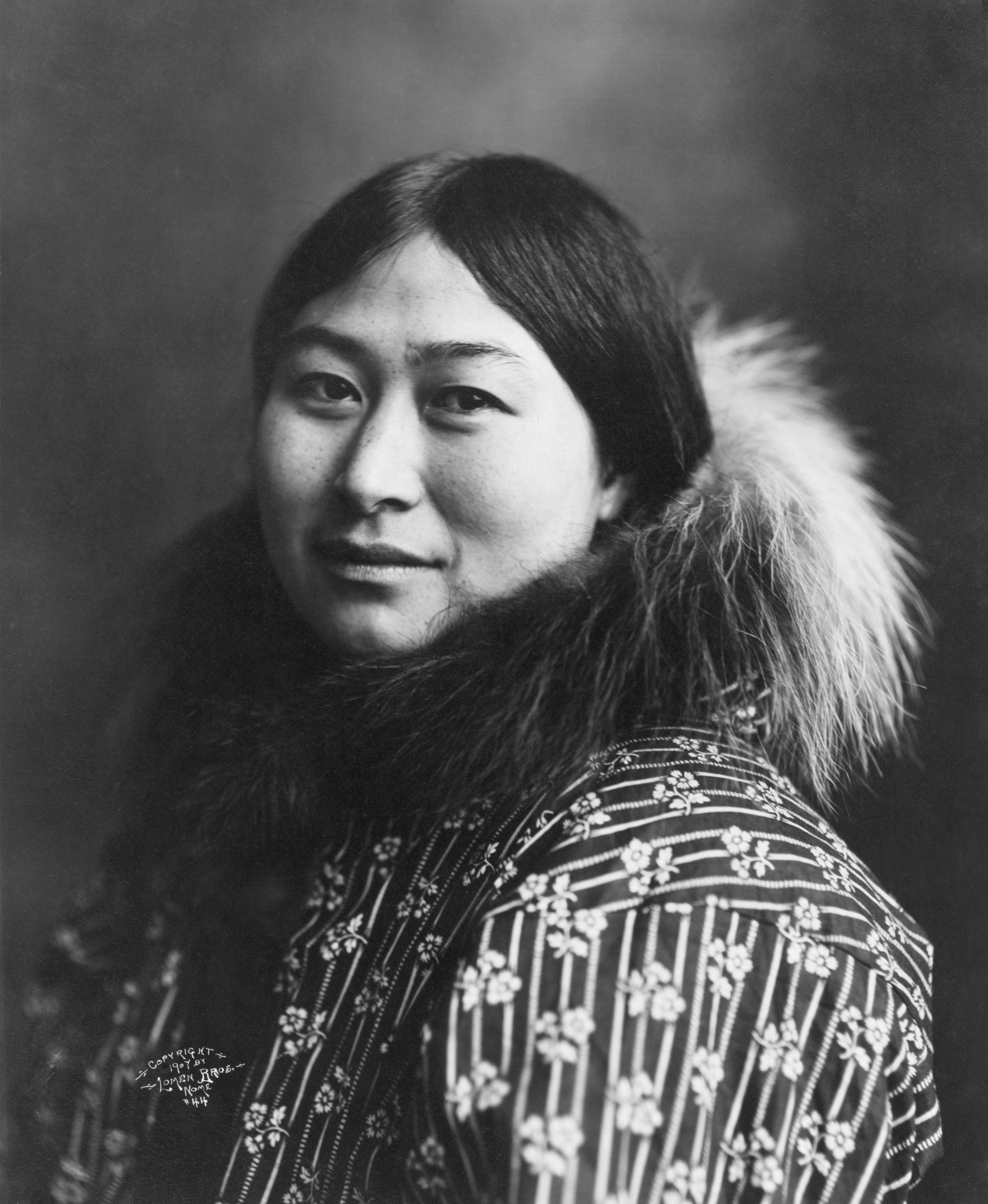
Nowadlook (Nora) Ootenna, inuit nativa del Cabo Príncipe de Gales (cabo Nykhta en inupiat), Alaska. Fotografía tomada ca. 1907.

Los esquimales son el grupo nativo más familiar a los no residentes en Alaska, estaban divididos en dos subgrupos: los esquimales Inupiat que se asentaron en la región del Ártico en Alaska, y los Yupik que se establecieron en el oeste. Para combatir el frío, los alimentos de temporada se almacenaban por las escaseces futuras, sobre todo para previsiones en el invierno. Los cazadores siempre repartían la presa fresca entre la comunidad y el estatus en la sociedad fue determinado por la habilidad de caza. Las aldeas de esquimales se situaban en zonas donde se encontraban fuentes de alimentos. Los habitantes de la costa del Ártico dependían de focas, morsas y ballenas, mientras que los esquimales continentales vivían con una dieta de caribúes, aves y otros animales de caza menor. Estas personas recogían huevos, bayas, raíces, comían verduras frescas o las conservaban en recipientes de piel.
Los esquimales usaban botes abiertos llamados umiaks y kayaks más pequeños para la caza de grandes mamíferos marinos. Ambos barcos estaban hechos de trozos de madera atados, cubiertos con pieles de foca bien cosidos. Los trineos de perros fueron utilizados para viajar en invierno, y durante el verano los perros eran utilizados como animales de carga. Las mujeres sabían técnicas de cestería y costura. Cosían prendas impermeables hechas de intestino de animales y pieles de peces. La ropa diaria de los esquimales eran pantalones, botas y abrigos que estaban hechas de pieles cosidas y finas, a veces con diseños geométricos complejos. Los abrigos, que ellos llamaban parka, tenían una capucha y un collar de pieles de osos o lobos.
Los esquimales fueron conocidos por sus tallados, especialmente las pequeñas piezas de marfil. En los primeros tiempos, los utensilios domésticos y las armas eran decorados. Usando madera, huesos, barbas de ballena, marfiles de morsas y colmillos de fósiles de mamut los esquimales elaboraban platos, cuchillos, lámparas de aceite, pequeñas esculturas y piezas de juegos. Las gafas protectoras que solamente tenían pequeñas aberturas para ver, protegiendo los ojos del resplandor de la nieve y del hielo, eran hechas en madera o marfil. Las réplicas del ulu (cuchillos de mujeres) se pueden encontrar en la mayoría de tiendas para turistas en Alaska hoy en día.

## SigloXVIII

### Primer Asentamiento Ruso
La mayoría de la historia documentada de Alaska proviene de la colonización europea, empezando por el navegante danés al servicio de la Armada Rusa, Vitus Bering, que alcanzó Alaska a bordo del San Pedro en el transcurso de la Segunda expedición a Kamchatcka. Sin embargo, el primer europeo que alcanzó las costas de la región fue el ruso Alekséi Chirikov, que navegaba en la expedición de Bering al mando del San Pablo, cuando llegó en 15 de julio de 1741 al lugar en el que hoy se encuentra la ciudad de Sitka. La Compañía rusa de América pronto empezó la colonización de la costa y en los años 1790 ya había asentamientos en la región. La principal actividad en la zona era la caza de nutrias, aunque la colonia no fue nunca rentable debido al elevado coste de los navíos necesarios para ello. Aunque en principio el contacto con los nativos fue cordial, pronto se produjeron encuentros violentos, que unidos a las enfermedades transmitidas por los europeos, exterminaron a cuatro quintas partes de la población nativa. La mayoría de los nativos se vieron obligados a abandonar sus aldeas y establecerse en otras. El primer asentamiento permanente por parte de Rusia se estableció en 1784, cuando Grigori Ivánovich Shélijov fundó una colonia en la isla de Kodiak, en la Bahía de Three Saints Bay. Shelikhov y sus hombres mataron a cientos de Koniag indígenas.

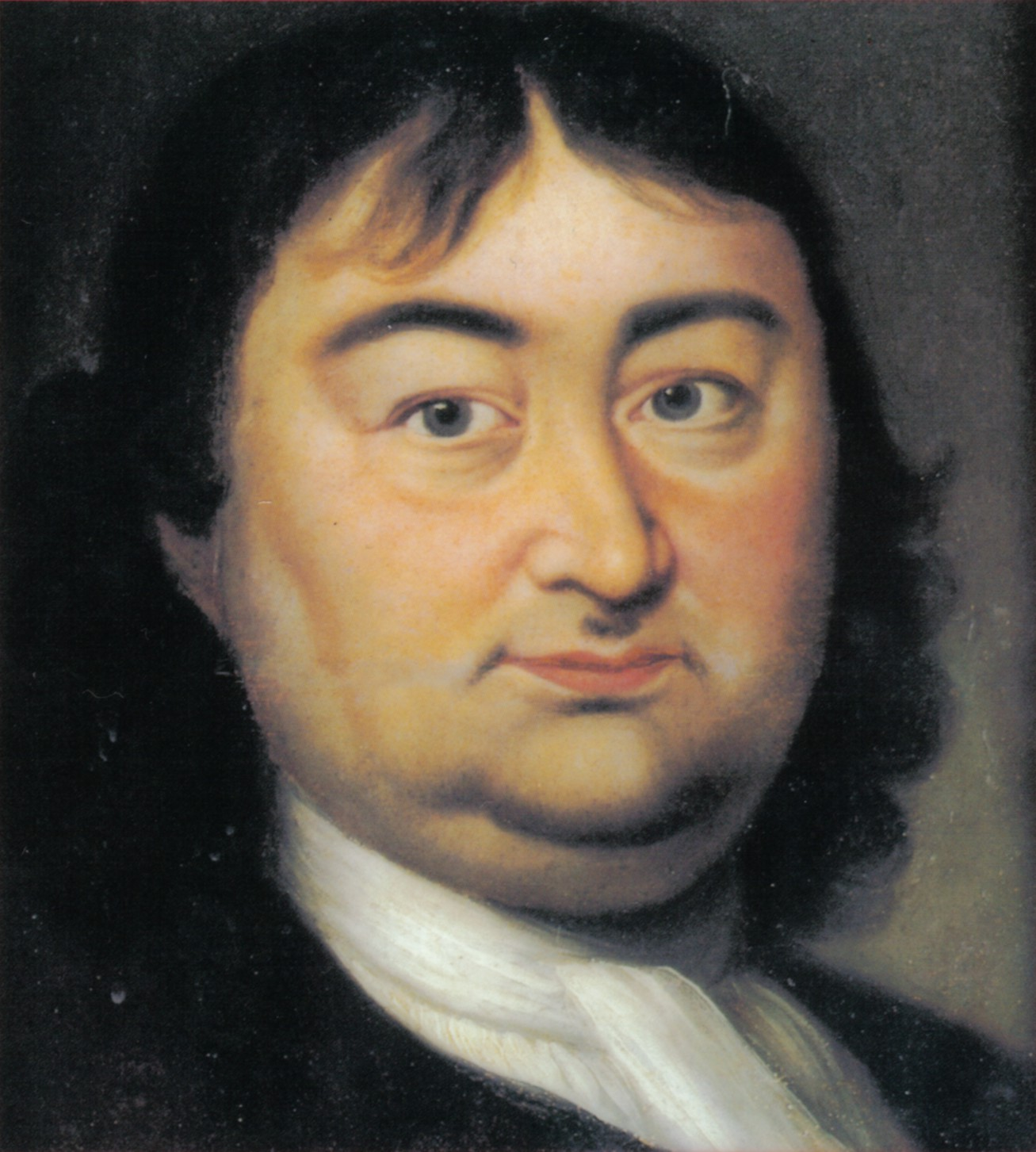
Vitus Bering.

Los rusos habían ganado el control de los hábitats de las más valiosas nutrias, la Kurilian-Kamchatkan y otras nutrias Aleutianas. Su piel era más gruesa, más brillante y más negra que las de las nutrias de la costa nordeste del Pacífico y California. Los rusos, por tanto, avanzaron a la costa noroeste solo después de agotar las variedades superiores de las nutrias, alrededor de 1798.
En 1790, Shélijov alquiló los derechos de caza a Aleksandr Baránov, quien trasladó la colonia a la actual ciudad de Kodiak.
La entrada de Rusia a la costa del noroeste fue lento, debido a la escasez de barcos y marineros. La bahía de Yakutat se alcanzó en 1794 y la edificación de Slavorossiya se realizó allí en 1795. El reconocimiento de la costa hasta las Islas de la Reina Carlota fue realizado por James Shields, un empleado británico de la Compañía Golikov-Shelikhov. En 1795 Aleksandr Baránov navegó hacia Isla de Nutca, reclamándolo para Rusia.
Partidas de caza llegaron en los años siguientes y en 1800 tres cuartas partes de las pieles de nutrias de la América rusa venían del área de la isla de Nutca. En julio de 1799 Baranov volvió en el bergantín de Oriol y estableció el asentamiento de Arcángel (Arcángel). Fue destruido por los Tlingits en 1802 pero la reconstruyeron en 1804 y recibió el nombre de Novo-Arkhangelsk (Nuevo Arcángel). Pronto se convirtió en el asentamiento principal de las colonias de la América rusa. Después de la compra de Alaska, fue rebautizado Sitka, la primera capital del territorio de Alaska.

#### Actividad misionera
La religión ortodoxa rusa (con sus rituales y sagrados textos, traducidos a las islas Aleutianas en una etapa muy temprana) se había introducido de manera informal, en la década de 1740 hasta la década de 1780 por los comerciantes de pieles. Durante el establecimiento de Three Saints Bay en 1784, Shelikov introdujo a los primeros misioneros y clérigos. Esta actividad misionera continuaría en el siglo XIX, para en última instancia, convertirse en la huella más visible de la época colonial rusa en la Alaska contemporánea.

### Los intentos de la colonización española

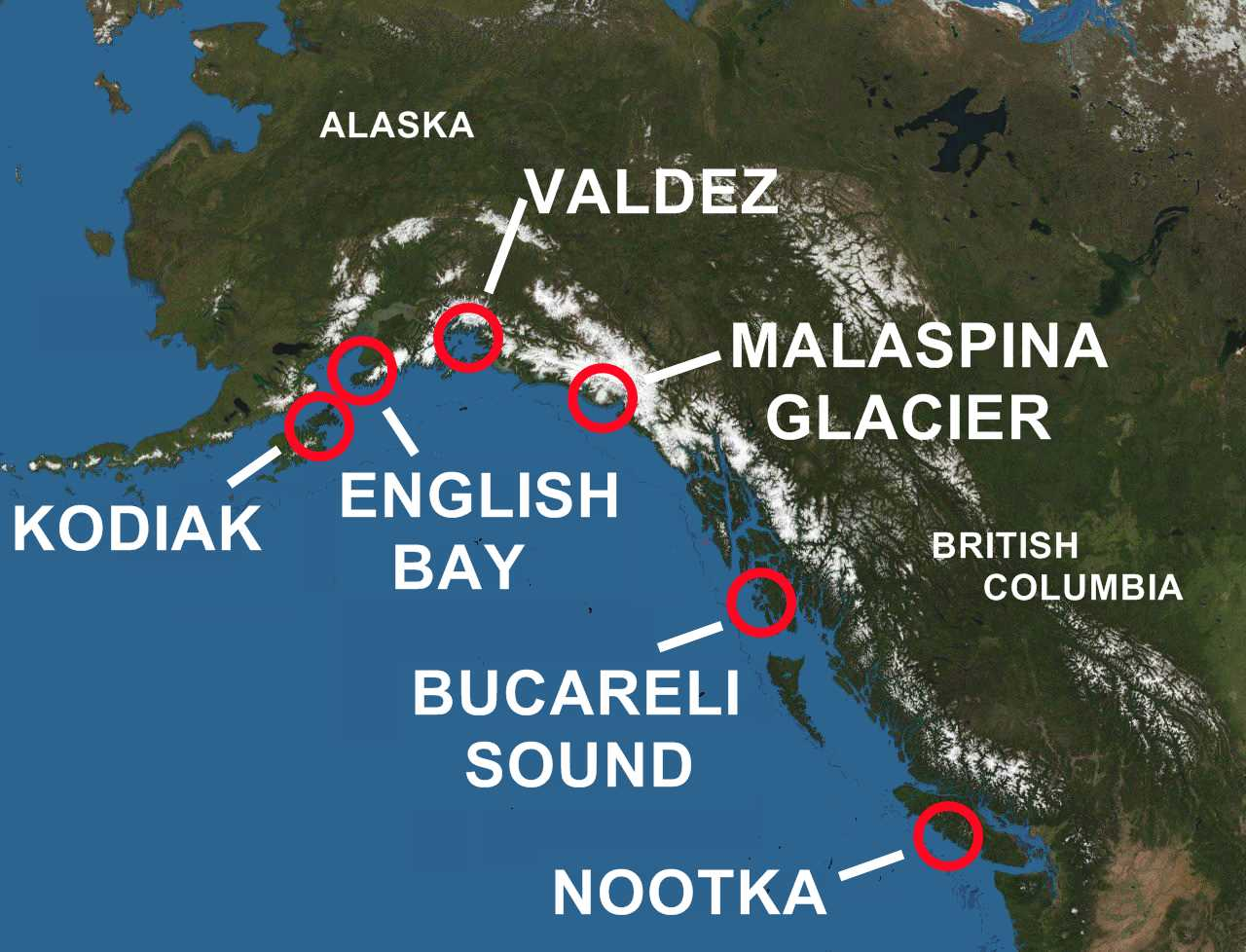
Zonas exploradas por España.

Los españoles reclamaron los derechos que la bula Inter Caetera les daba sobre la costa oeste de Norteamérica, que incluía Alaska. Cuando los países rivales, entre ellos Gran Bretaña y Rusia, comenzaron a mostrar interés en Alaska en el siglo XVIII, el rey Carlos III de España organizó varias expediciones a la región para intentar colonizarla. La expedición de Bruno de Heceta en 1775 fue dirigida para consolidar las reclamaciones españolas en el Pacífico norte y uno de sus barcos, el Sonora, bajo el mando de Bodega y Quadra, llegó hasta la latitud 58° norte, entró en la isla de Nutca y reclamó formalmente la región como parte de España.
La expedición de 1779 de Ignacio de Arteaga y Bodega y Quadra alcanzó Port Etches en la Isla Hinchinbrook y entró en Prince William Sound. Llegaron a una latitud de 61° norte, el punto más septentrional obtenido por España. También exploraron la ensenada de Cook y la Península de Kenai, donde se llevó a cabo una ceremonia de posesión, en lo que hoy es conocido como Puerto Chatham.
En 1788, dos barcos españoles menores de la expedición de Esteban José Martínez y Gonzalo López de Haro navegaron hacia el norte para investigar la actividad de Rusia. Haro llegó a la isla de Kodiak en junio y se puso en contacto con los rusos en Three Saints Bay. Después de haber obtenido información y los mapas de los puestos del comandante Evstrat Delarov, Haro Martínez se reunió en la isla Sitkinak, luego navegó a la isla Unalaska, comandado por Potap Kuzmich Zaikov. La visita a Unalaska marca el punto más occidental alcanzado durante los viajes españoles en la exploración de Alaska.
En 1790, el explorador español Salvador Fidalgo dirigió una expedición que incluyó visitas a los sitios de Córdoba de hoy y Valdez (Alaska), donde se llevaron a cabo los actos de soberanía. Fidalgo navegó a la isla de Kodiak, investigando, pero no hizo contacto con el asentamiento ruso en Alexandrovsk (hoy Bahía del inglés o Nanwalek), al suroeste del hoy Anchorage en la península de Kenai, donde de nuevo, se llevó a cabo una ceremonia formal de soberanía.
En 1791, Alejandro Malaspina visitó Alaska durante su exploración científica de cuatro años por el Océano Pacífico. La razón principal de su viaje a Alaska fue investigar una entrada reclamada por algunos como el mítico Paso del Noroeste. Sus barcos estuvieron cerca de un mes en la zona, ahora conocida como Bahía de Yakutat, donde hicieron contacto con los Tlingit.
Al final, España se retiró del Pacífico Norte y transfirió sus reclamaciones en la región a los Estados Unidos en el Tratado de Adams-Onís de 1819. Hoy en día, el legado de España ha dejado algunos topónimos en la región, como el Glaciar Malaspina o la ciudad de Valdez.

### Presencia británica
Los asentamientos británicos en la zona de Alaska consistían en unos pocos puestos comerciales dispersos, con la mayoría de colonos que llegaban por mar. El capitán James Cook, a mitad de camino de su tercer y último viaje de exploración en 1778, navegó a lo largo de la costa oeste de América del Norte a bordo del HMS Resolution, desde la California española hasta el estrecho de Bering. Durante el viaje, descubrió lo que llegó a ser conocido como la ensenada de Cook (nombrado en honor de Cook en 1794 por George Vancouver, que había servido a su mando) en Alaska. El estrecho de Bering demostró ser impracticable, aunque la HMS Resolution y su compañía naviera hicieron varios intentos para navegar a través de él. Los barcos salieron del estrecho para regresar a Hawái en 1779.
La expedición de Cook impulsó a los británicos a aumentar sus salidas a lo largo de la costa noroeste, siguiendo la estela de los españoles. Los puestos situados en Alaska eran propiedad de la compañía de la Bahía de Hudson que operaba en Fort Yukón, en el río Yukón, Fort Durham (también conocido como Fort Taku) en la desembocadura del río Taku y Fort Stikine, cerca de la desembocadura del río Stikine (asociados con Wrangell alrededor de principios del siglo XIX).

## SigloXIX

### Últimos asentamientos rusos y la Compañía Ruso-Americana (1799-1867)

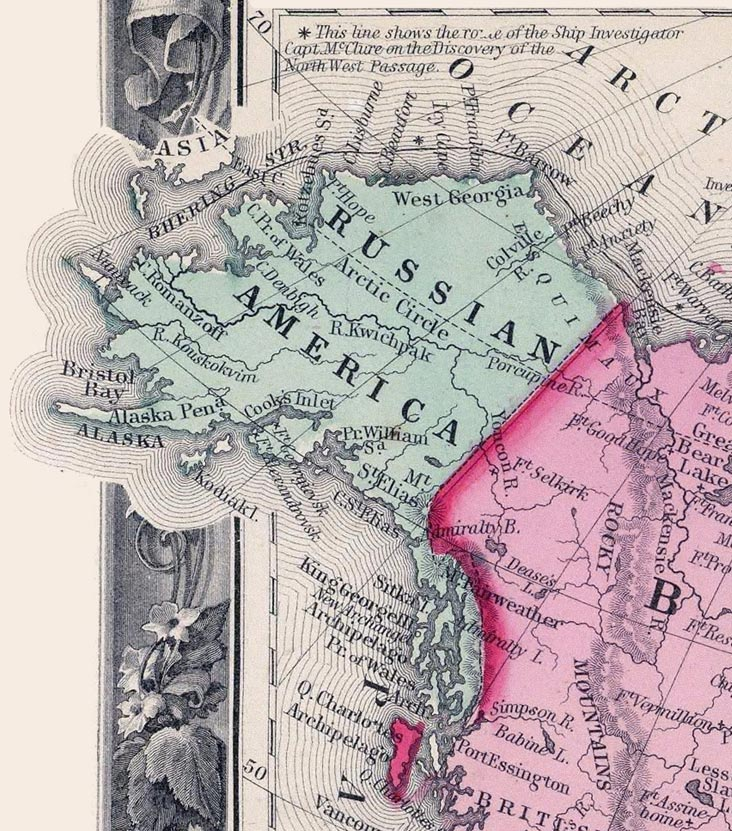
La América rusa en 1860.

En 1799, Nikolái Rezánov compró los derechos de explotación de las pieles al zar Pablo I de Rusia y creó la Compañía ruso-americana. Como parte del acuerdo, el zar esperaba que la empresa estableciera nuevos asentamientos en Alaska y llevara un programa de ampliación de colonización.
En 1804, Alexandr Baranov, ahora gerente de la Compañía ruso-estadounidense, se había consolidado el control del comercio de pieles en América después de su victoria sobre el clan local Tlingit en la Batalla de Sitka de 1804. A pesar de estos esfuerzos los rusos nunca colonizaron Alaska. El monopolio de Rusia sobre el comercio también se estaba debilitando por la Compañía de la Bahía de Hudson, que estableció un puesto en el extremo sur de la América rusa en 1833.
La Compañía ruso-estadounidense sufrió a causa de 1.821 cartas de enmienda que entregó la Administración de la Armada Imperial Rusa y los extranjeros tenían prohibido participar en la economía de Alaska. Pronto entró la Convención anglo-rusa de 1825 que permitía a los comerciantes británicos comerciar en Alaska. La Convención también estableció la mayor parte de la frontera entre Alaska y la Norteamérica británica.
El Tratado ruso-estadounidense de 1824, que prohibía comerciar a los americanos por encima de 54° 40′ de latitud norte fue ampliamente ignorado y el control de los rusos de Alaska la debilitó aún más.
En el apogeo de la América Rusa, la población rusa llegó a 700.
Aunque en la mitad del siglo XIX no fuera un buen momento para los rusos en Alaska, las condiciones mejoraron para los nativos costeros de Alaska que habían sobrevivido al contacto. Los Tlingit nunca fueron conquistados y continuaron la guerra contra los rusos en la década de 1850. Los Aleutas, aunque tuvo una disminución de la población en la década de 1840, finalmente se recuperó.

### La compra de Alaska

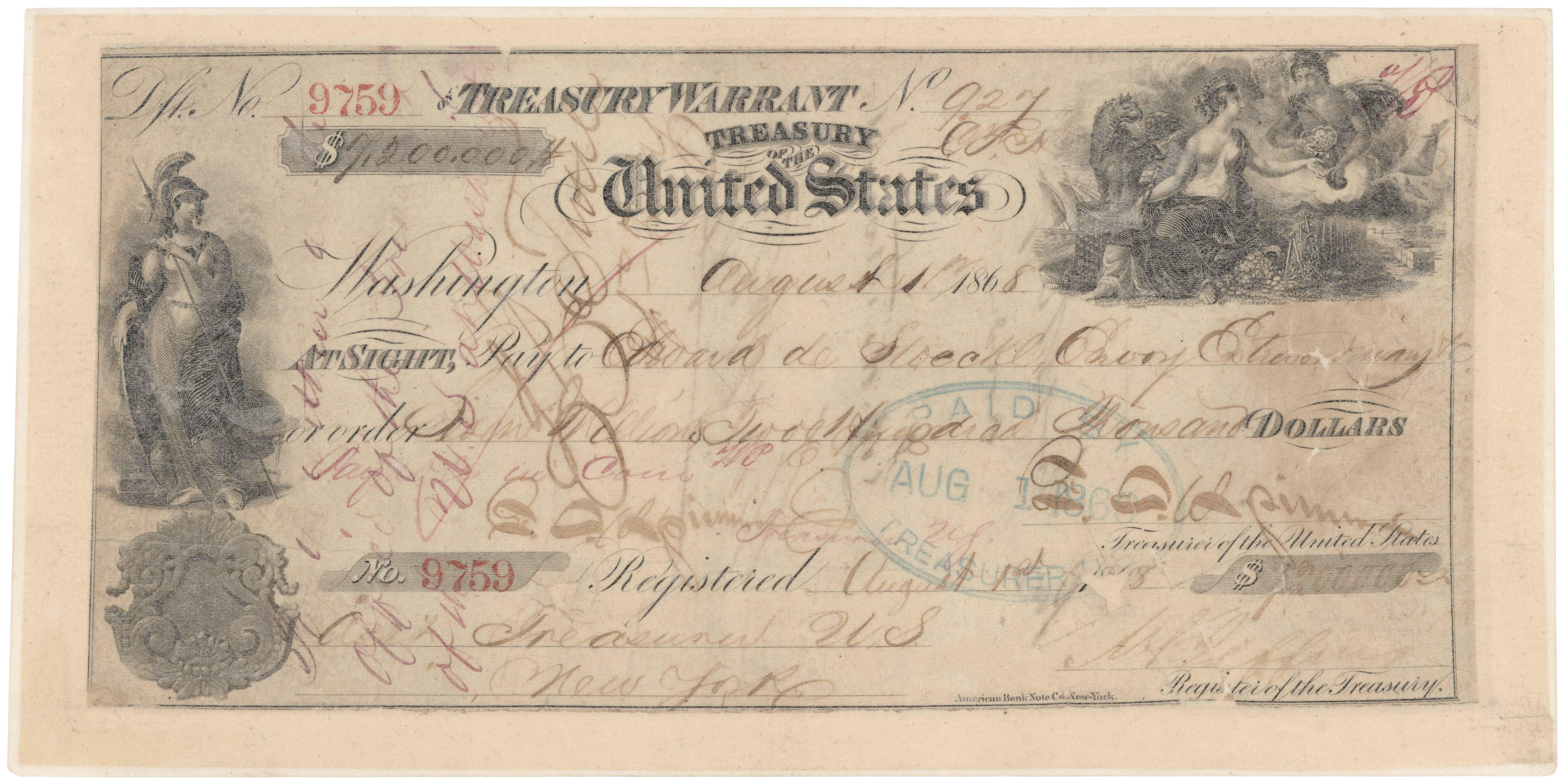
Cheque usado en la compra de Alaska.

El 1 de agosto de 1867, el Secretario Estado estadounidense William H. Seward llevó a cabo la compra de Alaska a Rusia por 7,2 millones de dólares estadounidenses. Las dificultades financieras de Rusia y el deseo de que Alaska no cayera en manos británicas impulsaron a Rusia a vender el territorio a los Estados Unidos tras el fracaso en la Guerra de Crimea. La compra se hizo efectiva el 18 de octubre de 1867, y fue conocido popularmente en Estados Unidos como la '"Locura de Seward", "La nevera de Seward" o "El jardín del oso polar de Andrew Johnson", y era impopular en su momento, aunque finalmente se vio como un negocio ventajoso gracias al descubrimiento de oro y petróleo en Yukón.
Después de que la América rusa fuera vendida a los Estados Unidos, se liquidaron todas las participaciones de la Compañía ruso-americana.

### El Departamento de Alaska (1867-1884)
La bandera de los Estados Unidos fue levantada el 18 de octubre de 1867 (ahora llamado Día de Alaska). Cambiado el calendario juliano al calendario gregoriano. Para los residentes, el viernes 6 de octubre de 1867 fue seguido del viernes, 18 de octubre de 1867, obteniendo dos viernes seguidos debido al cambio de huso horario.
Durante la era del Departamento, de 1867 a 1884, Alaska estuvo bajo la jurisdicción del Ejército de los Estados Unidos (hasta 1877), el Departamento del Tesoro de los Estados Unidos (desde 1877 hasta 1879) y la Armada de los Estados Unidos (desde 1879 hasta 1884).
Cuando Alaska fue comprada en primer lugar, la mayor parte de sus tierras permanecieron sin explorarse. En 1865, la Western Union puso una línea telegráfica a través de Alaska hasta el estrecho de Bering, donde se conectaría, bajo el agua, con una línea de Asia. También llevó a cabo los primeros estudios científicos de la región y produjo el primer mapa de todo el río Yukón. La Compañía Comercial de Alaska y los militares también contribuyeron a la creciente exploración de Alaska en las últimas décadas del siglo XIX, la creación de puestos de operaciones a lo largo de muchos ríos interiores.

### El Distrito de Alaska (1884-1912)

Mineros durante la fiebre del oro de Klondike

En 1884, la región fue organizada y se cambió el nombre del Departamento de Alaska a Distrito de Alaska. En ese momento, los legisladores en Washington D. C. fueron ocupados con cuestiones de reconstrucciones posteriores a la Guerra Civil, y tenían poco tiempo para dedicárselo a Alaska. En 1896, el descubrimiento de oro en el territorio de Yukón en la vecina Canadá, reunió a miles de mineros y nuevos pobladores en Alaska y muy rápidamente terminó la depresión económica de la nación de cuatro años. Aunque no era seguro que el oro también se encontraría en Alaska, esta se benefició en gran medida porque mejoraron las rutas de transporte hacia los yacimientos de oro de Yukón. Numerosas nuevas ciudades, como Skagway, deben su existencia a una fiebre del oro en Canadá. La historia de Alaska no estaría completa sin la mención de Soapy Smith, el hombre de confianza de un jefe de la mafia que operaba el imperio criminal más grande de la época debido a la fiebre del oro en Alaska, hasta que fue eliminado por los justicieros en el famoso tiroteo en Juneau Wharf. Hoy en día, es conocido como "El bandido de Alaska".
En 1899, se encontró oro en Nome y otros pueblos, los cuales sufrieron una explotación de sus minas debido a la fiebre del oro, conocida como fiebre del oro de Klondike, nombre del principal yacimiento. Los principales asentamientos se establecieron en Nome, Ruby y Fairbanks. En 1884 se nombró un Gobernador, y en 1906 se eligió un representante en el Congreso de los Estados Unidos aunque sin derecho a voto. En 1902, el ferrocarril de Alaska comenzó a ser construido, el cual conectaría Seward con Fairbanks en 1914, aunque hoy en día Alaska no tiene todavía un ferrocarril que conecte a los 48 estados de abajo. Sin embargo, una ruta por tierra fue construida, reduciendo los tiempos de transporte entre los estados contiguos. Las industrias de la minería del cobre, la pesca y enlatado comenzó a hacerse popular a principios del siglo XX, con diez fábricas de conservas en algunas ciudades importantes.
En 1903, una disputa fronteriza con Canadá fue finalmente resuelta.
A comienzos del siglo XX, la pesca comercial fue ganando terreno en las Islas Aleutianas. Se abrieron almacenes de bacalao salado y arenques, además de fábricas de conservas de salmón. Otra ocupación comercial, la caza de ballenas, siguió sin tener en cuenta el exceso de caza. Se cazaron las ballenas de Groenlandia hasta el borde de la extinción por el petróleo de sus tejidos. Los Aleutas pronto sufrieron problemas graves debido al agotamiento de los lobos marinos y nutrias que necesitaban para sobrevivir. Además de requerir la carne para la alimentación, también necesitaban las pieles para cubrir sus barcos, sin los cuales no podían cazar. Los estadounidenses también se expandieron hacia el interior y el Ártico de Alaska, explotando la piel de los animales, el pescado y otros negocios de los que dependían los nativos.

## SigloXX

### Territorio de Alaska (1912-1959)
Cuando el Congreso aprobó la segunda Ley Orgánica en 1912, Alaska se reorganizó y pasó a llamarse el territorio de Alaska. En 1916, su población era de aproximadamente de 58 000 habitantes. James Wickersham, un delegado del Congreso, introdujo por primera vez la condición de Estado a Alaska, pero fracasó debido a la escasa población y la falta de interés por parte de los habitantes de Alaska. Incluso la visita del presidente Warren G. Harding en 1923 no pudo crear un gran interés en la creación del Estado. En las condiciones de la segunda Ley Orgánica, Alaska había sido dividida en cuatro divisiones. La más poblada, cuya capital era Juneau, se preguntaba si podría convertirse en un Estado independiente de los otros tres. El control del gobierno era una preocupación primordial, con el territorio que tenía 52 agencias federales que lo regían.
Luego, en 1920, la Ley Jones requirió barcos que tuviera banderas norteamericanas, que se construirían en los Estados Unidos, propiedad de ciudadanos estadounidenses y documentados con arreglo a las leyes de los Estados Unidos. Todas las mercancías que entraban o salían de Alaska tuvieron que ser transportados por las compañías norteamericanas y enviadas a Seattle antes de continuar con el envío, por lo que Alaska dependía de Washington. La Corte Suprema de los EE. UU. dictaminó que la disposición de la Constitución que decía que un Estado no debía prevalecer sobre otro en el comercio no se aplicaba porque Alaska era sólo un territorio. Los precios de las empresas de envío de Seattle fueron acusados cuando empezaron a tomar ventaja de la situación. Esta situación creó un clima de enemistad entre los habitantes de Alaska, quienes vieron la riqueza que se generaba por su trabajo en manos de participaciones empresariales en Seattle.
La Gran Depresión hizo que los precios del pescado y el cobre, que eran vitales para la economía de Alaska en ese momento, comenzaran a declinar. Los salarios fueron bajados y la mano de obra se redujo en más de la mitad. En 1935, el presidente Franklin D. Roosevelt pensó que los estadounidenses de zonas agrícolas podrían ser transferidos al Valle de Matanuska-Susitna en Alaska, para una oportunidad de autosostenimiento agrícola. Los colonos eran en gran parte de los Estados del norte, como Míchigan, Wisconsin y Minnesota, bajo la creencia de que sólo aquellos que crecieron con climas similares a la de Alaska podrían sobrevivir allí. La Asociación del Mejoramiento del Congo Unido pidió al presidente enviar 400 agricultores afroamericanos a Alaska, diciendo que el territorio ofrecería plenos derechos políticos, pero los prejuicios raciales y la creencia de que sólo los de los Estados del norte sobrevivirían provocó la propuesta al fracaso.
La exploración y colonización de Alaska no habría sido posible sin el desarrollo de aviones, que permitieron la llegada de los colonos y el rápido transporte de personas y suministros al interior del Estado. Sin embargo, debido a las condiciones meteorológicas desfavorables del Estado y una alta proporción de población que llevar, tuvieron más de 1700 accidentes aéreos por todo el territorio. Numerosos accidentes también remontan sus orígenes al fortalecimiento militar del Estado, tanto durante la Segunda Guerra Mundial como en la Guerra Fría.

#### II Guerra Mundial

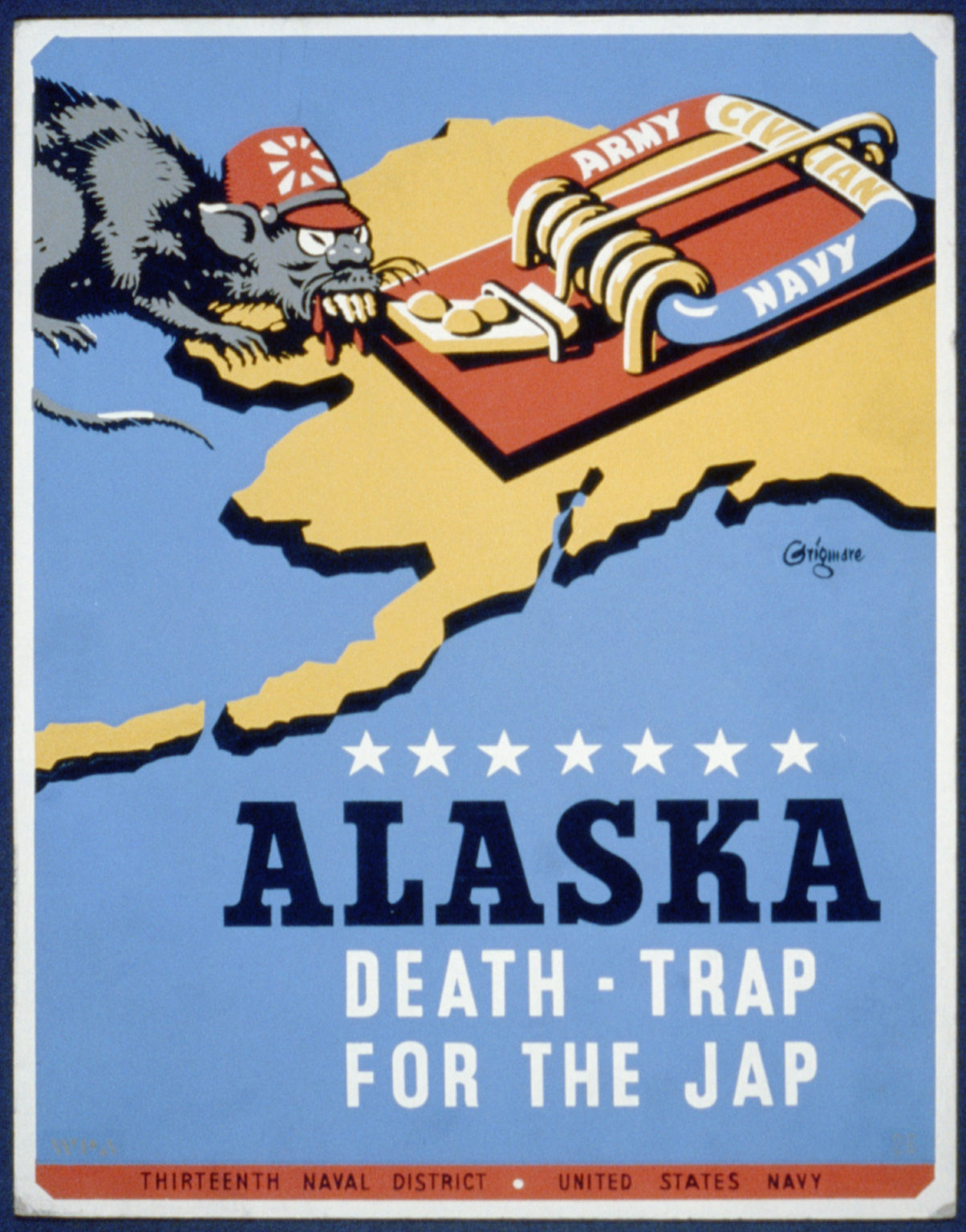
Póster de propaganda en la II Guerra Mundial, representando Alaska como una trampa mortal para Japón

Durante la Segunda Guerra Mundial, Alaska fue escenario de la Batalla de las Islas Aleutianas, entre las tropas aliadas y Japón, estas islas fueron invadidas y ocupadas por tropas japonesas. Fueron la única zona del territorio nacional que fue invadido durante la guerra. Su recuperación se convirtió en cuestión de orgullo nacional.

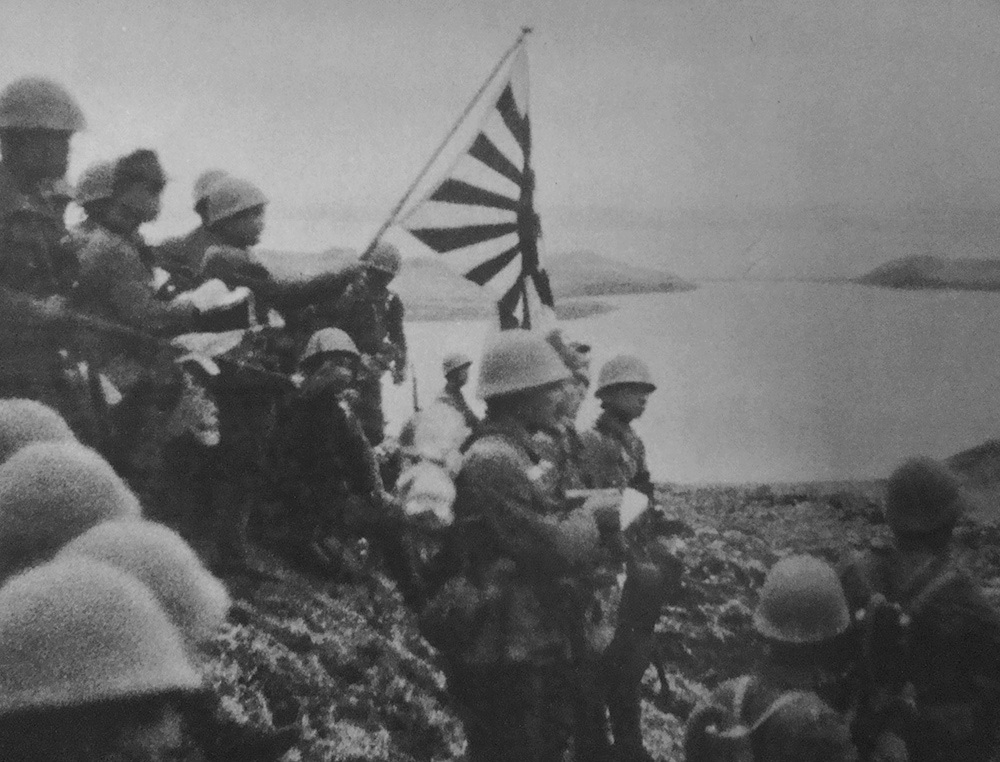
Tropas japonesas izan la bandera de batalla imperial en la isla de Kiska en las Aleutianas el 6 de junio de 1942.

El 3 de junio de 1942, los japoneses lanzaron un ataque aéreo en Dutch Harbor, una base naval de EE. UU. en la isla de Unalaska, pero fueron repelidos por las fuerzas estadounidenses. Unos días después, los japoneses desembarcaron en las islas de Kiska y Attu, donde aplastaron a los aldeanos de Attu. Los habitantes del pueblo fueron llevados a Japón, donde fueron internados por el resto de la guerra. Los Aleutas de Pribilofs y sus aldeas fueron evacuados por los Estados Unidos hacia el sudeste de Alaska.
Attu se recuperó en mayo de 1943 después de dos semanas de intensos combates y 3929 bajas estadounidenses: 549 muertos, 1148 heridos y 1200 con lesiones graves por el frío, 614 por enfermedades y 318 muertos por causas diversas. EE. UU. volvió su atención hacia su otra isla ocupada, Kiska. De junio a agosto, toneladas de bombas fueron lanzas en la pequeña isla,
aunque los japoneses escaparon en última instancia a través de barcos de transporte. Después de la guerra, los Attuanos nativos que sobrevivieron a su internación fueron reasentados en Atka
por el gobierno federal, que consideró a sus aldeas de origen muy remoto, algo que defender.
En 1942 se terminó la construcción de la Autopista Alcan, en parte para formar una ruta de suministro por tierra a la ¿Unión Soviética? al otro lado del estrecho de Bering. Comenzando desde Great Falls (Montana), hasta Fairbanks, la carretera fue el primer vínculo estable entre Alaska y el resto de América. La construcción de bases militares, como la base de Adak, contribuyó al crecimiento de la población de algunas ciudades de Alaska. Anchorage casi se duplicó en tamaño, de 4200 habitantes en 1940 a 8000 en 1945.

### Categoría de Estado
A comienzos del siglo XX, un movimiento de apoyo a la estatidad de Alaska comenzó, pero en los 48 estados, los legisladores estaban preocupados de que la población de Alaska fuera demasiado escasa, distante y aislada, además su economía era demasiado inestable para que valiera la pena para los EE. UU. La Segunda Guerra Mundial y la invasión japonesa destacó la importancia estratégica de Alaska, y la cuestión de la condición de Estado fue tomada más en serio, pero sobre todo fue el descubrimiento de petróleo en el río Swanson en la península de Kenai la que disipó la imagen débil y dependiente de Alaska.
El presidente de los Estados Unidos, Dwight David Eisenhower firmó el 7 de julio de 1958 el Acta estatal de Alaska (Alaska Statehood Act en inglés), que abrió el camino para que el 3 de enero de 1959, Alaska se convirtiera en el estado 49 de la unión. Juneau, la capital territorial, continuó como capital del Estado, y William A. Egan fue juramentado como el primer gobernador.
Alaska no tiene condados a diferencia de cualquier otro Estado americano, excepto Luisiana (Luisiana tiene parroquias). En su lugar, se dividió en 16 municipios y un "municipio no organizado" formado por todas las tierras que no entran en los otros municipios. Los municipios han organizado los gobiernos de las zonas, pero dentro del municipio no organizado, donde no existe tal gobierno, los servicios son proporcionados por el Estado. El municipio no organizado se divide en áreas censales creados artificialmente por la Oficina del Censo de los Estados Unidos para fines estadísticos.

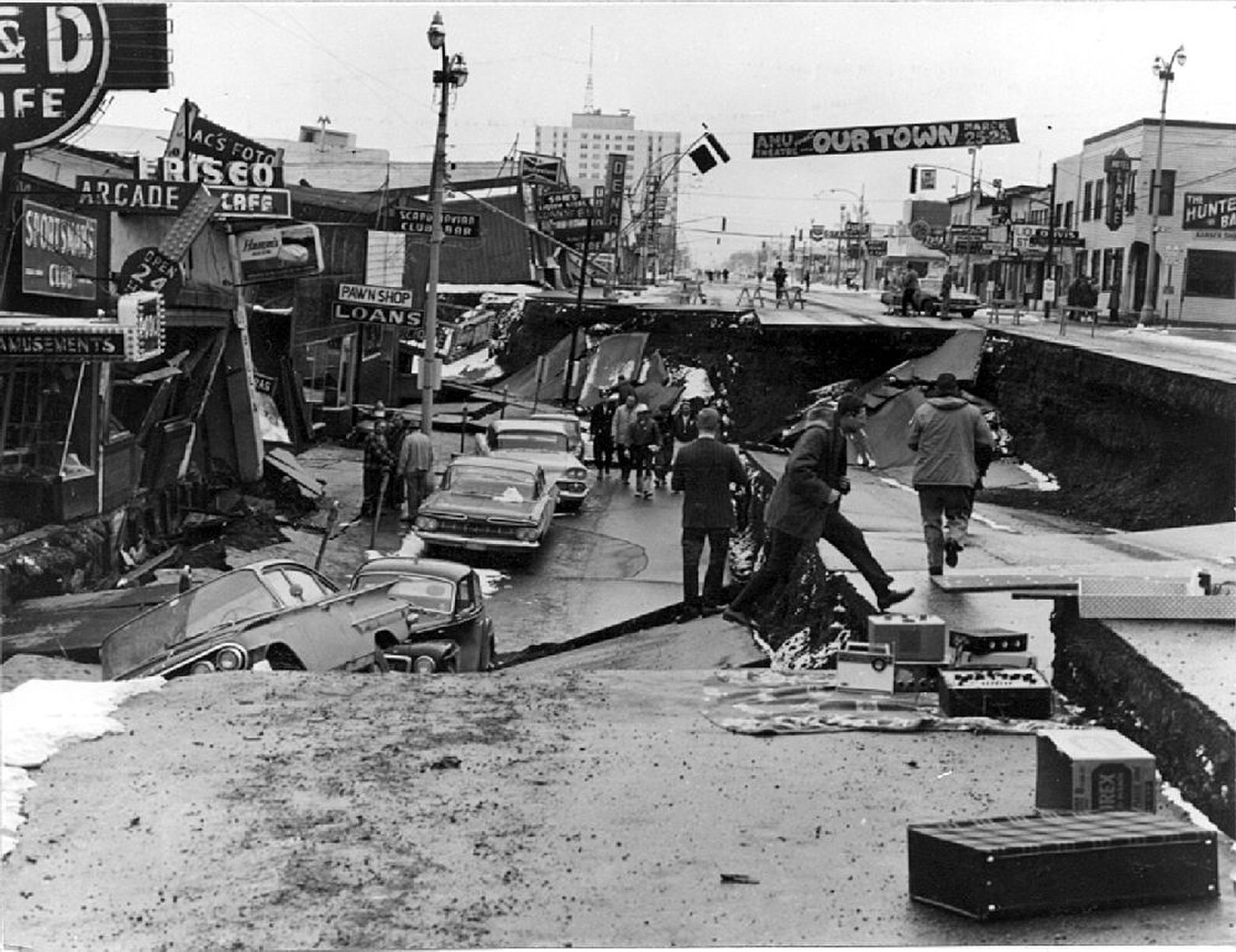
Terremoto en Alaska. 1964.

El 27 de marzo de 1964, Viernes Santo, Alaska sufrió en el centro-sur los efectos de un terremoto (conocido como "Terremoto de Viernes Santo") de 9,2 grados de magnitud en la escala Richter durante 4 minutos, y que acabó con la vida de 139 personas, la mayoría de ellas ahogadas por el tsunami y que arrasó muchas poblaciones de la región, entre ellas las ciudades de Valdez y Chenega. A lo largo de la región de Prince William Sound, pueblos y puertos fueron destruidos y el suelo fue levantado. El levantamiento destruyó corrientes de salmones, ya que los peces no podían saltar las barreras nuevas para llegar a sus lugares de desove. Puertos en Valdez o Córdoba estaban más allá de la reparación, y el fuego destruyó lo que los deslizamientos de tierra no había destrozado. En Valdez, el buque de la compañía Alaska Steamship fue levantado por una enorme ola en los muelles pero la mayoría de marineros sobrevivieron. En la zona de Turnagain Arm, cerca de la ensenada de Cook, los árboles fueron destrozados por la entrada del agua y las cabañas se hundieron en el barro. En Kodiak, un maremoto destruyó los pueblos de Afognak, Old Harbor y Kaguyak y dañó otras comunidades, mientras que Seward perdió su puerto. El terremoto fue uno de los más poderosos jamás registrados, a pesar de esto los habitantes reconstruyeron muchas de las comunidades.

### Del Norte al futuro
"Del Norte al futuro" es el lema oficial del Estado de Alaska, adoptado en 1967 para el centenario de la compra de Alaska. Como uno de los acontecimientos que condujeron a la celebración, la Comisión del Centenario de Alaska patrocinó un concurso en 1963 para llegar a un lema del centenario y que el emblema expresara el carácter único del Estado de Alaska. Ofrecieron 300.000 dólares (que son aproximadamente 2.000 dólares de hoy en día) de premio a la obra ganadora. 761 envíos fueron recibidos por la Comisión. En diciembre de 1963, la Comisión anunció que había seleccionado la sugerencia del periodista de Juneau, Richard Peter. Afirmó que el lema "es un recordatorio de que más allá del horizonte del desorden urbano siempre hay una gran tierra debajo de nuestra bandera que puede proporcionar un nuevo mañana para este siglo a las apiñadas masas que anhelan ser libres". El lema representa un optimismo visionario para un Estado lleno de promesas, promocionando el Estado de Alaska como un aviso de que el futuro está en la última estrella de la bandera de los EE. UU, en el norte de los 48 Estados.

### 1968 – presente: petróleo y políticas territoriales

#### Descubrimiento del petróleo, la Ley de reclamaciones de los nativos de Alaska (ANCSA) y el oleoducto Trans-Alaska

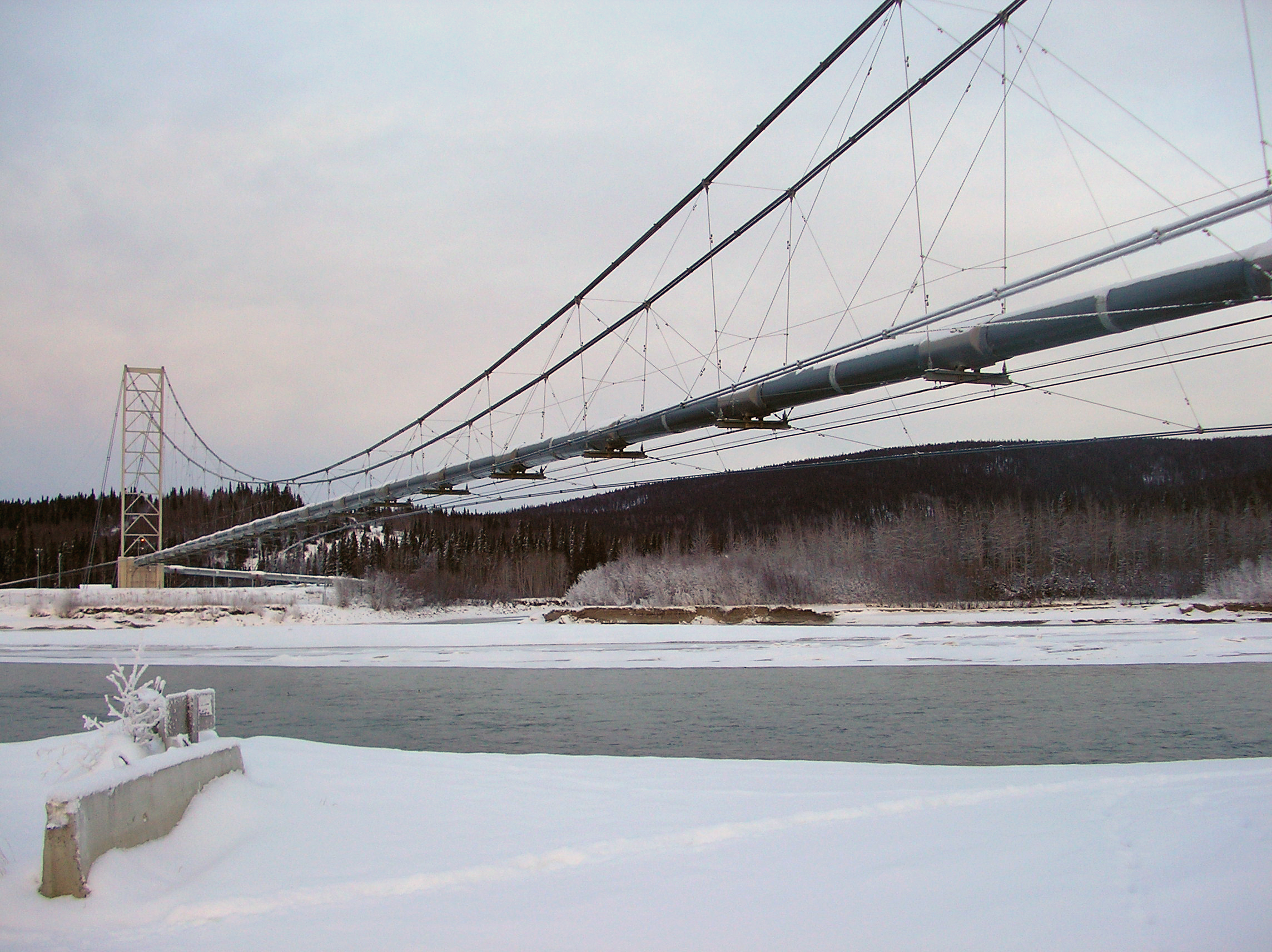
Oleoducto Trans-Alaska.

En 1968 se encontró petróleo en la región de Prudhoe Bay, en el vertiente norte, resultando tener el petróleo más renovable de cualquier zona en los Estados Unidos, lo que cambiaría el panorama político de Alaska por décadas.
Este descubrimiento catapultó el tema de la propiedad de los terratenientes en los titulares. A mediados de la década de 1960, los nativos de Alaska de muchos grupos tribales se habían unido en un esfuerzo por ganar la titularidad de las tierras arrebatadas a ellos por los europeos, pero el gobierno había respondido lentamente antes del descubrimiento de Prudhoe Bay. El gobierno finalmente tomó medidas cuando autorizaron que un oleoducto cruzara el Estado, necesario para obtener petróleo de Alaska en los mercados, y estaba en espera la resolución de las reclamaciones de las tierras indígenas.
En 1971, con una gran cantidad de dólares invertidos en el petróleo, la Ley de reclamaciones de los nativos de Alaska se convirtió en una ley por Richard Nixon. Según la ley, los nativos renunciaron a reclamar sus tierras aborígenes a cambio de 44 millones de acres (180.000 km²) de tierra y el pago de 963 millones de dólares. El acuerdo fue dividido entre corporaciones regionales y urbanas, que lograron sus fondos con distintos grados de éxito.
A pesar del oleoducto desde la vertiente norte, en la zona sin hielo más cercana, a 800 millas (1300 km) al sur, la única manera de obtener petróleo en los mercados de Alaska quedaban muchos retos de ingeniería por delante. Entre la vertiente norte y Valdez, había zonas intransitables, tres cordilleras, kilómetros de tierra inestables, pantanos helados y rutas de migraciones de caribúes y alces. El oleoducto Trans-Alaska se completó finalmente en 1977 a un coste total de 8.000 millones de dólares.
El oleoducto permitirá tomar forma en una bonanza petrolífera. Los ingresos per cápita aumentaron en todo el Estado, con casi todas las comunidades beneficiadas. Los líderes del Estado determinaron que este auge no terminaría como os auges de piel y oro, en el que la mejora económica había tan acabado tan pronto como los recursos. En 1976, la Constitución del Estado fue enmendada para establecer el Alaska Permanent Fund, en el que una cuarta parte de todos los ingresos de arrendamiento mineral fueron invertidos. Los ingresos del fondo se utilizó para pagar los dividendos anuales a todos los residentes de la zona, para aumentar el capital del fondo con una cobertura contra la inflación, y para proveer fondos para la legislatura estatal. Desde 1993, el fondo ha producido más dinero que los campos de petróleo de Prudhoe Bay, cuya producción está disminuyendo. En marzo de 2005, el valor del fondo ha sido de más de 30 mil millones de dólares.

#### El ecologismo, el Exxon Valdez, y ANWR

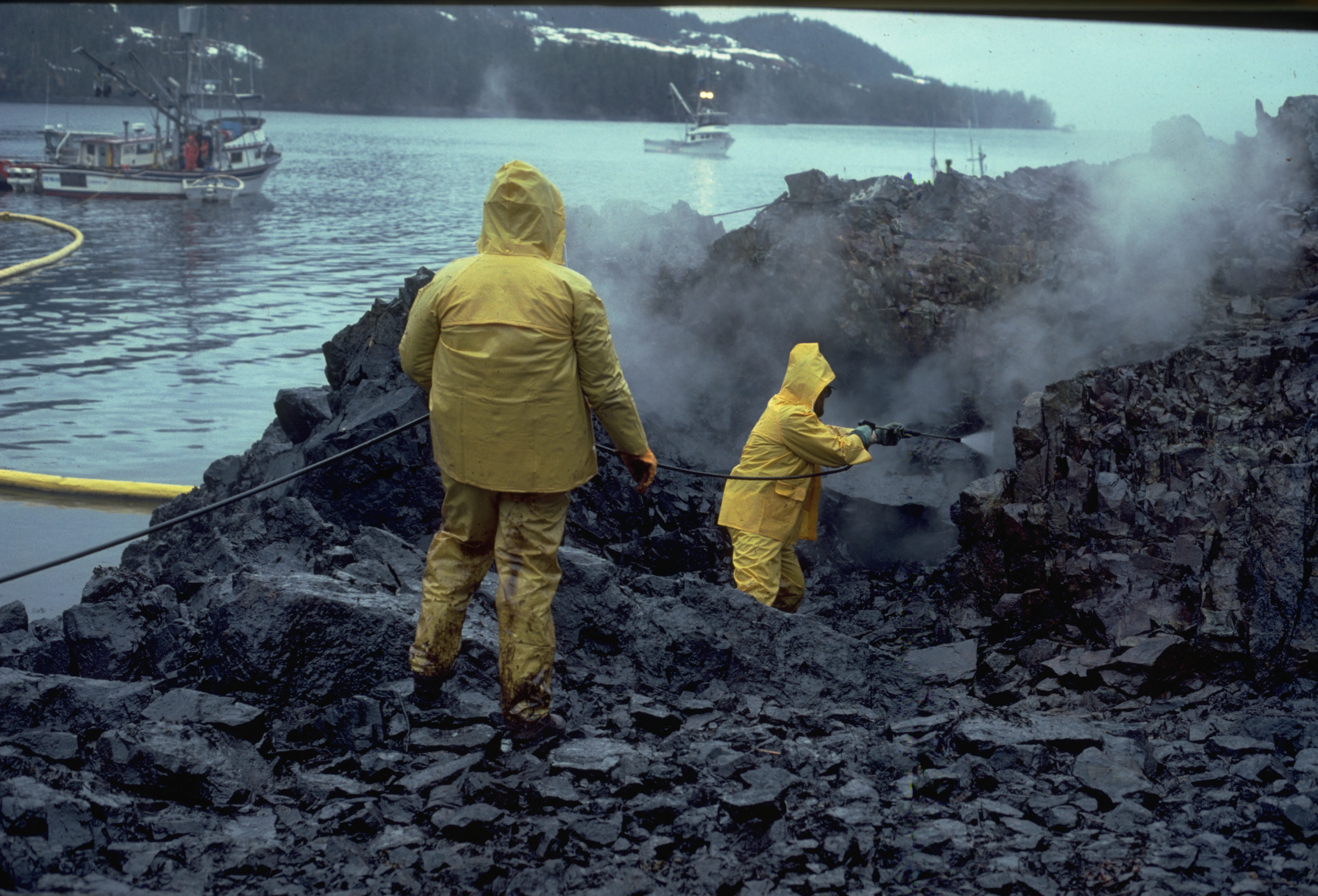
Limpieza de petróleo en Prince William Sound después del vertido.

Sin embargo, la producción de petróleo no fue el único valor económico de las tierras de Alaska. En la segunda mitad del siglo XX, Alaska descubrió el turismo como una importante fuente de ingresos. El turismo se hizo popular después de la Primera Guerra Mundial, cuando los hombres ubicados en la región volvieron a casa alabando su esplendor natural. La Autopista Alaska, construida durante la guerra, y la Autopista Marina de Alaska, terminada en 1963, hizo que el Estado fuera más accesible que antes. El turismo se convirtió cada vez más importante en Alaska, y en la actualidad más de 1,4 millones de personas visitan el Estado cada año.
Con el turismo siendo más vital para la economía, el ecologismo también aumentó en importancia. La Ley de Conservación de Tierras de Interés Nacional de Alaska (ANILCA) en 1980 añadieron 53,7 millones de acres (217.000 km²) para el Refugio nacional de vida silvestre, con 25 ríos para Río salvaje y paisajístico nacional, 3,3 millones de acres (13 000 km²) al Bosque Nacional de los Estados Unidos y 43,6 millones de acres (176.000 km²) al Servicio de Parques Nacionales. Debido a esta ley, Alaska contiene ahora dos tercios de todos los parques nacionales de los Estados Unidos. Hoy en día, más de la mitad de las tierras de Alaska son propiedad del Gobierno Federal.
Las posibles repercusiones ambientales de la producción de petróleo se hizo evidente en el vertido de petróleo del Exxon Valdez en 1989. El 24 de marzo, el petrolero Exxon Valdez encalló en Prince William Sound, vertiendo al mar entre 42.000 y 130.000 metros cúbicos de crudo, afectando unos 1800 km de costa. Según el Servicio de Pesca y Vida Silvestre de los Estados Unidos, al menos 300.000 aves marinas, 2.000 nutrias y otros animales marinos murieron a causa del vertido. Exxon gastó 2.000 millones de dólares en la limpieza durante el primer año. Exxon, en colaboración con las agencias estatales y federales, continuó su limpieza en la década de 1990. Los estudios del gobierno demuestran que el petróleo y el proceso de limpieza hicieron un daño a largo plazo para la ecología del Sound, interfiriendo con la reproducción de aves y demás animales en formas que aún no se entienden completamente. Prince William Sound parece haberse recuperado, pero los científicos aún discuten el alcance de la recuperación. En un acuerdo civil, Exxon acordó pagar 900 millones de dólares en diez pagos anuales, más un adicional de 100 millones de dólares por los daños descubiertos recientemente. En una demanda colectiva contra Exxon, un jurado otorgó una indemnización punitiva de 5.000 millones de dólares, pero a partir de 2008 no se les ha desembolsado y el litigio de apelación continúa.
Hoy en día, la tensión entre la conservación y el desarrollo es vista desde la controversia con el Refugio Nacional de Vida Salvaje en el Ártico (ANWR). La cuestión de si se debe permitir la extracción del petróleo en ANWR ha sido un desafío político para cada presidente estadounidense desde Jimmy Carter. Los estudios realizados por el Servicio Geológico de los Estados Unidos han demostrado que el "área 1.002" de ANWR, ubicada al este de Prudhoe Bay, contiene grandes depósitos de petróleo. Tradicionalmente, los residentes de Alaska, los sindicatos y los intereses comerciales han apoyado la extracción en el refugio, mientras que los grupos ecologistas y muchos dentro del Partido Demócrata, se han opuesto a ella. Entre las tribus nativas de Alaska, el apoyo es mixto. En la década de 1990 y la primera década del siglo XXI, los votos sobre el estado del refugio se produjeron en varias ocasiones en la Casa Blanca y en el Senado de los Estados Unidos, pero a partir de 2007 los esfuerzos para permitir la extracción siempre han sido frustrados en última instancia por los filibusteros, enmiendas o vetos.

### Para el periodo prehistórico y la llegada de los primeros humanos
- Prehistoria de América.
- Llegada del hombre a América.
- Teoría del poblamiento tardío.
- Teoría del poblamiento temprano.
- Paleoindio.

### Para la colonización europea
- Vitus Bering
- Convención de Nutca

### Para el periodo estadounidense
- Alaska
- Batalla de las Islas Aleutianas
- Compra de Alaska